# 蒂根·卡芙特
 蒂根·卡芙特（英語：Teagan Croft，2004年4月23日—）是一名澳洲女演員。她在HBO Max影集《泰坦》（2018至今）中飾演酷姬，以及2016年電影《星際叛將：歐西里斯之子》中飾演Indi Sommerville。

## 職業發展
卡芙特在她九歲的時候在《梅岡城故事》舞台劇版飾演主角（思葛·芬奇）。她累積足夠名氣候，獲得了飾演2016年電影《星際叛將：歐西里斯之子》主角的機會。 同年，卡芙特在澳洲長壽電視劇《聚散離合》中飾演常設角色Bella Loneragan 2017年8月，她被選為飾演影集《泰坦》中的DC漫畫角色酷姬， 該影集於2018年10月12號上線。

## 個人生活
卡芙特有兩個姊妹。她的家庭於2016年移居至芝加哥。她是演員潘妮·麥克納米和潔西卡·麥克納米的外甥女。

## 影視作品
| 年份      | 名稱                       | 角色             | 備註        |
| --------- | -------------------------- | ---------------- | ----------- |
| 2016      | 《聚散離合》               | Bella Loneragan  | 常設角色    |
| 2016      | 《星際叛將：歐西里斯之子》 | Indi Sommerville |             |
| 2018–2023 | 《泰坦》                   | 酷姬             | 主演        |
| 2023      | 《築夢大海》               | 潔西卡·華森      | Netflix電影 |

### 舞台劇
| 年份 | 名稱                 | 角色      |
| ---- | -------------------- | --------- |
| 2014 | 《梅岡城故事舞台劇》 | 思葛·芬奇 |